# Casa Ciamberlani
La casa Ciamberlani fue diseñada en 1897 por el arquitecto Paul Hankar, uno de los principales exponentes del art nouveau en Bélgica. Es un hôtel particulier (casa particular) encargado por el pintor simbolista Albert Ciamberlani, y está situada en Ixelles, municipio de Bruselas.
Como todos los autores del estilo Art nouveau, Hankar se distancia de la tradición clásica.

## Descripción

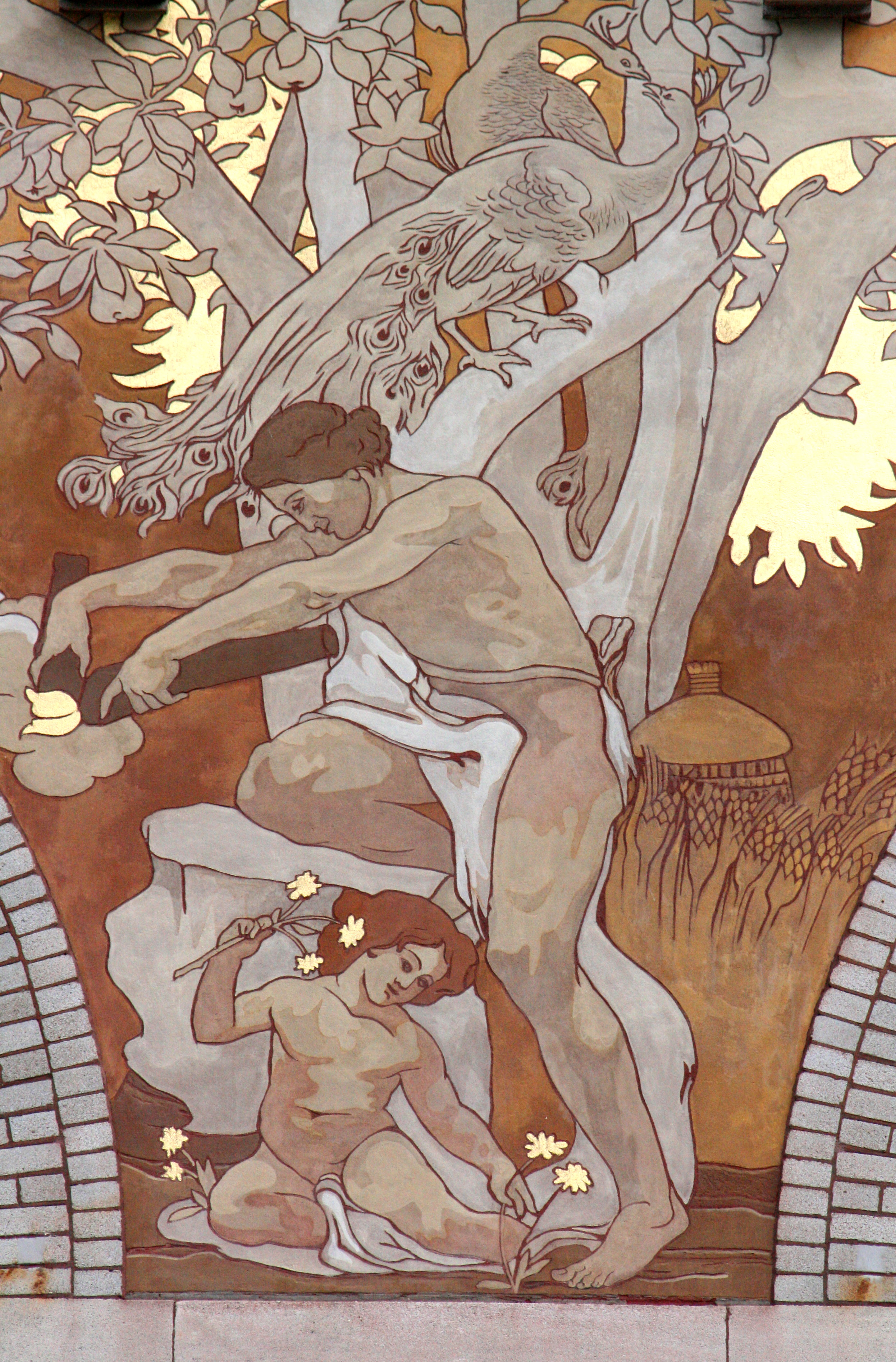
Detalle del esgrafiado restaurado del primer piso

En la casa Ciamberlani se rompe la simetría habitual de los edificios clásicos: en la planta baja, dividida en cuatro tramos, la puerta se encuentra desplazada hacia a un lado de la fachada, en la que se deja a la vista parte de la estructura metálica del edificio. Es el caso de una viga de perfil IPN  sobre las ventanas del segundo piso.
Son de señalar la original forma de las ventanas. En el primer piso, a cuyo balcón asoma el salón de la vivienda, tienen forma de arco de herradura, con marcos de madera que dividen el vano en cuadros, y con un diseño que recuerda el estilo oriental.
El tamaño y la forma de las aberturas también rompen con la arquitectura clásica. La fachada viene dictada por la naturaleza de las habitaciones del interior, lo que la convierte en reflejo de la distribución interior de la casa, consecuencia directa del interés de Hankar por Viollet-le-Duc y su teoría del racionalismo. Esta teoría afirma que la ornamentación debe estar vinculada a la propia estructura del edificio, y la fachada debe estar diseñada en función del plano y la organización interior.
En cuanto a la decoración, los esgrafiados concebidos por el mismo  Ciamberlani para adornar la parte superior y la zona entre las dos ventanas semicirculares de la primera planta fueron realizados por  Adolphe Crespin.
La fachada fue restaurada en 2006. Actualmente es la residencia oficial de la embajada de Argentina.